# Fricativa lateral alveolar ejetiva
A fricativa lateral alveolar ejetiva é um tipo de som consonantal, relatado nas línguas do Cáucaso do Noroeste. O símbolo no Alfabeto Fonético Internacional que representa este som é ⟨ɬʼ⟩.

## Características
- Sua maneira de articulação é fricativa, ou seja, produzida pela constrição do fluxo de ar por um canal estreito no local da articulação, causando turbulência.[1]
- Seu ponto de articulação é alveolar, o que significa que é articulado com a ponta ou a lâmina da língua na crista alveolar, denominada respectivamente apical e laminal.[1]
- Sua fonação é surda, o que significa que é produzida sem vibrações das cordas vocais. É uma consoante oral, o que significa que o ar só pode escapar pela boca.[1]
- É uma consoante lateral, o que significa que é produzida direcionando o fluxo de ar para os lados da língua, em vez de para o meio.[1]
- O mecanismo da corrente de ar é ejetivo (glotálico egressivo), o que significa que o ar é forçado para fora bombeando a glote para cima.[1]

## Ocorrência
| Língua     | Língua     | Palavra | AFI      | Significado | Notas |
| ---------- | ---------- | ------- | -------- | ----------- | ----- |
| Adigue     | Adigue     | лӀы     | [ɬʼə]ⓘ   | Homem       |       |
| Cabardiano | Cabardiano | плӀы    | [pɬʼə]ⓘ  | Quatro      |       |
| Tlingit    | Tlingit    | lʼook   | [ɬʼuːk]ⓘ | Peixe       |       |